# Open Castilla y León 1992
L'Open Castilla y León 1992 è stato un torneo di tennis facente parte della categoria ATP Challenger Series nell'ambito dell'ATP Challenger Series 1992. Il torneo si è giocato a Segovia in Spagna dal 10 al 16 agosto 1992 su campi in cemento.

## Vincitori

### Singolare
Guillaume Raoux ha battuto in finale  Jörn Renzenbrink con il punteggio di 7–6, 7–6

### Doppio
Michael Van Der Berg /  Joost Wijnhoud hanno battuto in finale  Nduka Odizor /  Roberto Saad con il punteggio di 7–6, 7–6